# Görlitzer Bahnhof (stacja metra)
Görlitzer Bahnhof – stacja metra w Berlinie na linii U1. Stacja położona jest w dzielnicy Kreuzberg, w okręgu administracyjnym Friedrichshain-Kreuzberg. Poprzednią stacją jest Schlesisches Tor, a następną Kottbusser Tor.